# Draakoni aasta
Draakoni aasta ist ein estnischer Dokumentarfilm von Andre Sööt von 1988 über die Entstehung der estnischen Unabhängigkeitsbewegung.

## Inhalt
Der Film dokumentiert die gesellschaftliche und politische Entwicklung in der estnischen Hauptstadt Tallinnim Jahr 1988.
Er beginnt im April mit dem St. Georgstag. Es folgen die Vorbereitungen zur Demonstration am Ersten Mai und danach die etwas lustlos vorbeimarschierende Bevölkerung vor den Tribünen. 
Am 17. Juni kommen 150.000 Menschen auf dem Sängerplatz zu einer eindrucksvollen Kundgebung zusammen, danach finden allnächtliche Liedzusammenkünfte statt. Bald danach wird der Erste Sekretär der Estnischen Kommunistischen Partei abgesetzt und die Volksfrontbewegung gegründet. 

Die alte und neue estnische Flagge

Am 11. September wird das große Sängerfest gezeigt, bei dem etwa 300.000 Menschen bewegende Worte hören.
und die alte verbotene estnische Nationalhymne. Im Oktober findet ein Empfang für die estnische Olympiasiegerin im Bahnradsprint Erika Salumäe statt, die wie eine Nationalheldin gefeiert wird. Die Bilder von der alljährlichen Parade zum Jahrestag der Oktoberrevolution am 7. November zeigen die noch bestehenden Machtverhältnisse auf. Der Film endet mit der ersten Erklärung der Unabhängigkeit durch den estnischen Obersten Sowjet am 16. November, die jedoch wenige Tage später von der sowjetischen Zentralregierung annulliert wird.
Im Film sind viele Einzelheiten aus dem Alltag der Stadt zu sehen, Punks, die sich scheu der Kamera zu entwenden suchen, Mangel an Lebensmitteln und Waren des täglichen Bedarfs sowie kleine Szenen, einige durchaus humorvoll gestaltet.
Im Laufe der Zeit sind immer mehr Fahnen mit den bis dahin verbotenen estnischen Nationalfarben blau, schwarz und weiß zu sehen, die jetzt erlaubt sind.

## Hintergründe
Seit dem Beginn der Tätigkeit von Michail Gorbatschow als Generalsekretär der KPdSU 1985 wurde es möglich, dass sich die drei 1941 besetzten baltischen Staaten Litauen, Lettland und Estland wieder stärker auf ihre nationale Kultur und Geschichte besinnen konnten, was davor viele Jahre lang schwierig war.
Im April 1988, als die Aufnahmen dieses Filmes einsetzten, war noch nicht abzusehen, dass die folgenden Monate eine der wichtigsten Zeitepochen in der estnischen Geschichte werden sollten.
1988 war nach dem traditionellen chinesischen Kalender das Jahr des Drachen, das für Elan und Ehrgeiz steht, in diesem Jahr auch gekoppelt mit dem Element Erde, was nur alle 90 Jahre eintritt. Der Filmemacher Andre Sööt war der Meinung, dass diese Bezeichnung den Charakter des Jahres 1988 in Estland treffend wiedergibt. 1991 wurde die Unabhängigkeit Estlands dann von der Sowjetunion akzeptiert, was aber zum vorherigen Zeitpunkt noch nicht abzusehen war. 

## Aufführungen
Der Film wurde erstmals am 15./16. Februar 1989 beim Dokumentarfilmfest in Tallinn gezeigt, dann am 3. Juni im Kino Pionier in Tallinn und am 27. August im Fernsehen. In diesem Jahr wurde er auch beim Internationalen Dokumentarfilmfestival in München und beim Internationalen Filmfestival in Amsterdam vorgestellt. Beim Dokumentarfilmfestival im Rakvere Film Club erhielt er den ersten Preis.
2010 wurde der Film restauriert. Danach wurde er bei einem estnischen Filmfestival im Tartu College in Toronto in Kanada, 2019 beim Dokumentarfilmfestival in Vilnius und 2023 beim Internationalen Dokumentarfilmfestival in Leipzig mit englischen Untertiteln aufgeführt.